# Antonaria femorata
Antonaria femorata is een keversoort uit de familie halstandhaantjes (Megalopodidae). De wetenschappelijke naam van de soort werd in 1905 gepubliceerd door Henri Clavareau.